# Moa
As moas são um grupo extinto de nove espécies (em seis gêneros) de aves não voadoras endêmicas da Nova Zelândia. As duas maiores espécies, Dinornis robustus e Dinornis novaezelandiae, atingiam 3,6 metros de altura com o pescoço estendido e pesavam cerca de 230 kg. Quando os polinésios se estabeleceram na Nova Zelândia, por volta do ano 1280, a população de moas era de cerca de 58 000 indivíduos. 
As moas pertencem à ordem Dinornithiformes, tradicionalmente colocadas no grupo ratita. Entretanto, seu parentesco mais próximo, encontrado através de estudos genéticos, é com as aves Tinamiformes da América do Sul. Estas são aves capazes de voar e antes eram consideradas um grupo irmão dos ratitas. As nove espécies de moa não tinham asas e nem vestígios de asas, sendo esta última uma característica comum a todos os outros ratitas. Elas eram os herbívoros dominantes nas florestas da Nova Zelândia por milhares de anos e, até a chegada dos maoris, eram caçadas apenas pela Águia-de-Haast. A extinção das moas ocorreu por volta de 1300–1440 EC, sendo a causa principal sua caça excessiva pelos maoris.

## Características

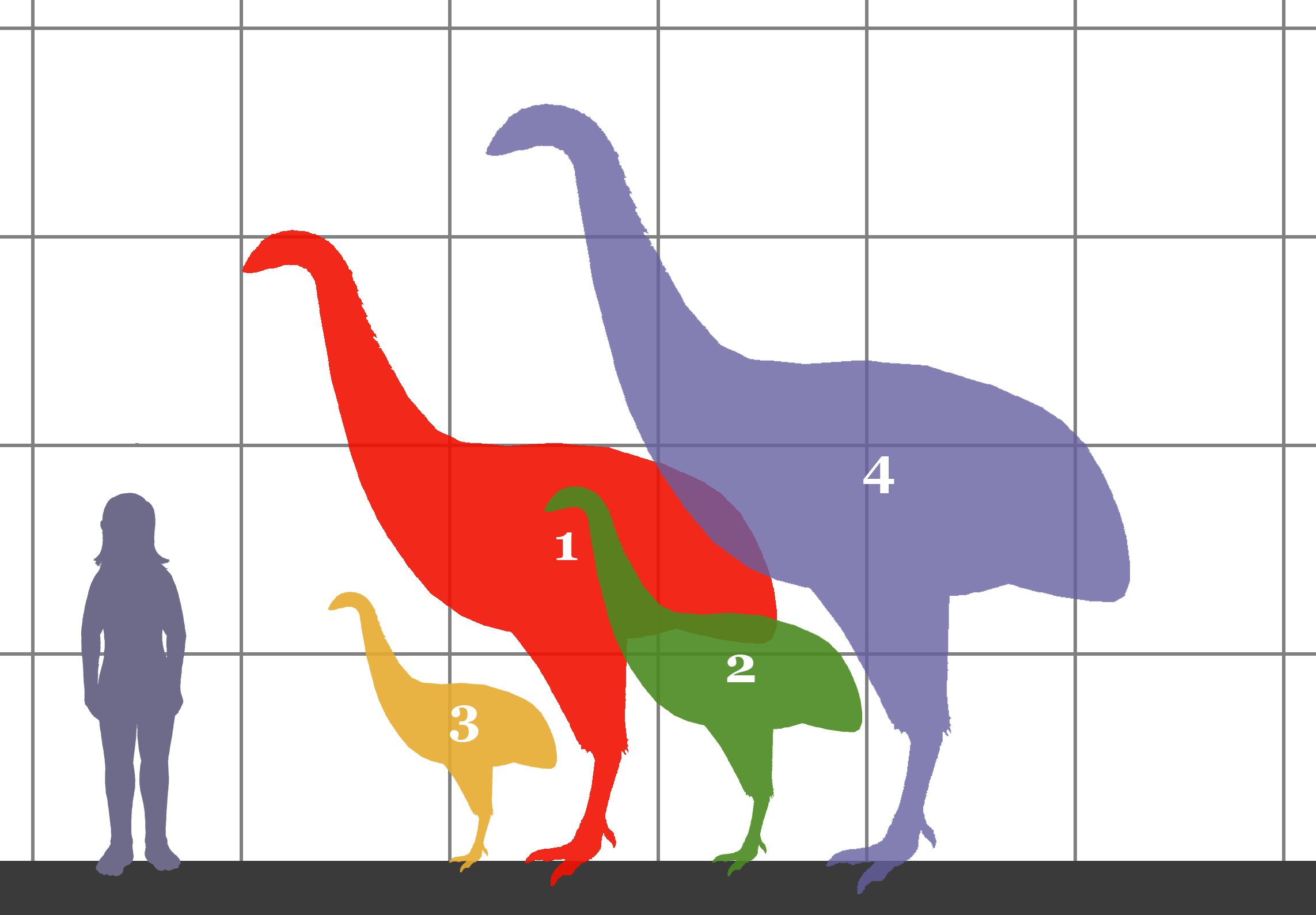
Comparação do tamanho de quatro gêneros de moa com o ser humano.1. Dinornis novaezealandiae2. Emeus crassus3. Anomalopteryx didiformis4. Dinornis robustus

Embora os esqueletos das moas fossem reconstruídos tradicionalmente em posições eretas para criar a altura impressionante, a análise de sua articulação vertebral indicou que provavelmente elas projetavam suas cabeças para a frente, assim como um kiwi. A espinha foi fixada na parte traseira da cabeça ao invés da base, indicando um alinhamento horizontal. Isso permitiria que elas pastassem em vegetações de baixa altitude, podendo ao mesmo tempo erguer suas cabeças e percorrer árvores quando necessário. Isto resultou em uma reconsideração ainda maior na altura da espécie. 
A traqueia das moas era apoiada por muitos anéis de ossos pequenos conhecidos como anéis traqueais. A escavação desses anéis a partir de esqueletos articulados, mostrou que pelo menos dois gêneros de moa (Euryapteryx e Emeus) exibiam um alongamento traqueal, ou seja, sua traqueia possuía até 1 metro de comprimento extra e formava um grande laço dentro da cavidade corporal. Estes gêneros de moa são os únicos conhecidos que exibiam estas característica, que também estão presentes em vários outros grupos de aves, incluindo cisnes, gruas e galinhas d'angola. O recurso está associado a vocalizações profundas e ressonantes que podem percorrer longas distâncias.
As moas são um grupo diverso, sua características são principalmente seu tamanho, postura horizontal e ausência de asas, seu corpo era fortemente apoiado por pernas grossas e pés consideravelmente grandes; pescoço longo acompanhado de uma cabeça pequena, seu bico era largo e reto e suas narinas eram bem desenvolvidas.
A moa gigante Dinornis novaezealandiae poderia atingir cerca de três metros de altura e 250 kg de peso, sendo assim a ave mais alta que já existiu no planeta. A moa Dinornis novaezealandiae botava de 1 a 2 ovos grandes com aproximadamente 24 cm de comprimento e 17 cm de largura.

## Classes da moa gigante
- Família Megalapterygidae
  - Gênero Megalapteryx Haast, 1886

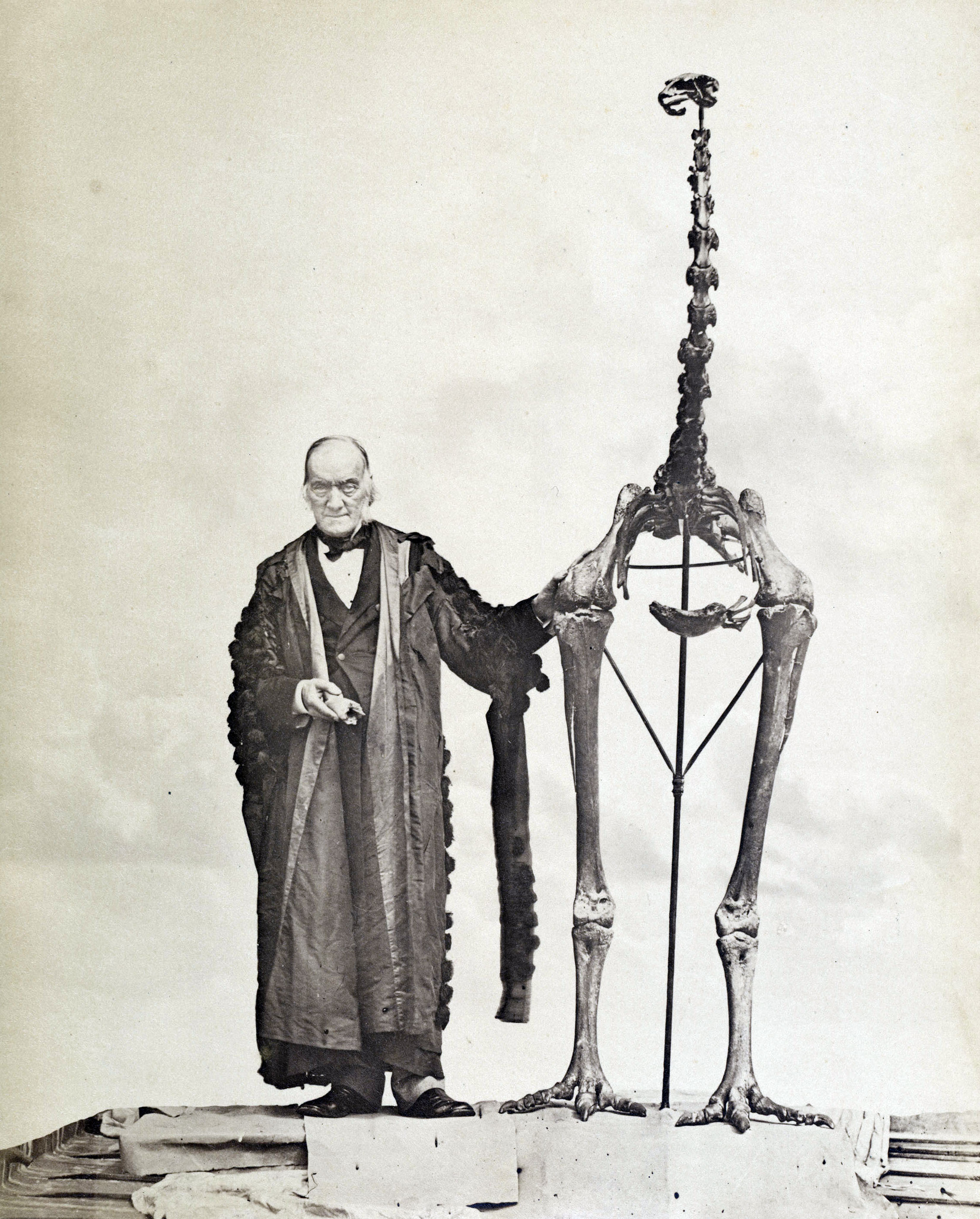
Sir Richard Owen ao lado do esqueleto de um Dinornis robustus.

    - Megalapteryx didinus (Owen, 1883)
- Família Emeidae Archey, 1941
  - Gênero Anomalopteryx Reichenbach, 1852
    - Anomalopteryx didiformis (Owen, 1844)

  - Gênero Euryapteryx Haast, 1874
    - Eurypteryx curtus (Owen, 1846)
    - Eurypteryx geranoides (Owen, 1848)

  - Gênero Emeus Reichenbach, 1852
    - Emeus crassus (Owen, 1846)

  - Gênero Pachyornis Lydekker, 1891
    - Pachyornis australis Oliver, 1949
    - Pachyornis elephantopus (Owen, 1856)
    - Pachyornis mappini Archey, 1941
- Família Dinornithidae Bonaparte, 1853
  - Gênero Dinornis Owen, 1843
    - Dinornis novaezealandiae Owen, 1843
    - Dinornis robustus Owen, 1846

## Causas de extinção
As moas extinguiram-se no início do século XVI. As razões do seu desaparecimento estão relacionadas com o povo Maori que habitava a Nova Zelândia e consumia sua carne, porém apenas partes selecionadas. O povo acreditava que as coxas da ave davam força aos guerreiros, havendo, então um consumo insustentável que causou a extinção. Acredita-se que doenças trazidas por aves migratórias ou ainda pelo efeito local da erupção vulcânica tenham também contribuído. O principal predador das moas era a águia-de-haast, que se extinguiu também na mesma altura, como consequência da extinção das moas e de grande parte das suas outras presas. 